# Società calcistiche affiliate a federazioni diverse da quella competente territorialmente
Per motivi storici o geografici una società calcistica può trovarsi nel territorio in cui vige la giurisdizione di una federazione calcistica ma essere affiliata a un'altra, in genere limitrofa.
Questo accade normalmente in Europa per squadre che si trovano in zone di confine oppure in piccoli Paesi senza Federazione nazionale (è il caso di squadre che si affiliarono a una Federazione limitrofa e che per motivi storici rimangono affiliati a tale organismo anche una volta che nel proprio Paese la Federazione nasca, si veda il caso di Andorra).
Dette squadre partecipano a ogni livello alle competizioni organizzate dalla Federazione presso cui sono affiliate e in ambito internazionale rappresentano tale Federazione, non il proprio Paese di provenienza.
L'elenco, non esaustivo, non tiene conto di squadre militanti in campionati transnazionali (Major League Soccer o North American Soccer League, che ospitano compagini provenienti da Stati Uniti, Canada e occasionalmente da Messico e Porto Rico) oppure che, pure iscritte alla Federazione del proprio Paese, prendano parte al campionato organizzato da un'altra Federazione nazionale ma partecipino alla propria Coppa nazionale (come per esempio il caso di alcune squadre gallesi oppure di quelle del Liechtenstein che, non esistendo un campionato organizzato dalla propria Federazione, militano tutte in Svizzera).

## Società
| Club               | Origine          | Federazione    | Note |
| ------------------ | ---------------- | -------------- | --- |
| Berwick Rangers    | Inghilterra      | SFA            | Fondato nel 1884, il club è affiliato alla Federazione scozzese dal 1905. |
| Derry City         | Irlanda del Nord | FAI            | Fondato nel 1928 e all'epoca affiliato alla federazione dell'Irlanda del Nord, nel 1985 passò al campionato irlandese; nel 2009 fu escluso per irregolarità finanziarie, ma poco dopo fu invitato dalla Federazione della repubblica d'Irlanda a riaffiliarsi. Singolarmente il Derry City, in rappresentanza della Federazione irlandese, aveva incontrato nei preliminari di Coppa UEFA 2006-07 il Gretna, società scozzese che fino al 2002 faceva parte della federcalcio inglese. |
| Gretna             | Scozia           | FA (1947-2002) | Fondato nel 1947, fu affiliato alla Federazione inglese dalla sua nascita fino al 2002, anno in cui la Federazione scozzese ne accettò l'affiliazione; successivamente il club chiuse per insolvenza nel 2008. |
| Cardiff City       | Galles           | FA             | Le due società, storicamente inserite nel sistema di Lega inglese, dal 2011 sono anche formalmente sotto la giurisdizione della Federcalcio inglese, per evitare conflitti di competenze disciplinari con quella gallese. A livello di competizioni UEFA le due squadre rappresentano l'Inghilterra. |
| Swansea City       | Galles           | FA             | Le due società, storicamente inserite nel sistema di Lega inglese, dal 2011 sono anche formalmente sotto la giurisdizione della Federcalcio inglese, per evitare conflitti di competenze disciplinari con quella gallese. A livello di competizioni UEFA le due squadre rappresentano l'Inghilterra. |
| FC Andorra         | Andorra          | RFEF           | Il club fa parte della federazione spagnola dal 1948; all'epoca non esisteva una Federazione in tale Paese. |
| Kleinwalsertal     | Austria          | DFB            | È un club calcistico di Riezlern, località austriaca di confine nel Vorarlberg, raggiungibile solo tramite una strada che proviene dalla Germania; è affiliato alla federazione calcistica tedesca e milita nel campionato regionale bavarese. Grazie a tale affiliazione, vanta anche la singolarità di essere il club tedesco con il più elevato campo da gioco, in quanto sorge sulle Alpi Bavaresi a poco più di 1200 m s.l.m.. |
| Monaco             | Monaco           | FFF            | Fondato nel 1924, il club è da allora affiliato alla Federazione francese e rappresenta la Francia a livello UEFA di club; il Principato di Monaco non ha una Federazione iscritta né all'UEFA né alla FIFA. |
| San Marino         | San Marino       | FIGC FSGC      | Fondato nel 1959, fino al 2019 (anno del suo scioglimento) il San Marino ebbe doppia affiliazione, italiana e sammarinese, ma militò sempre nel campionato italiano. |
| Victor San Marino  | San Marino       | FIGC FSGC      | Fondato nel 2021 quale erede del defunto San Marino, ne recupera la tradizione sportiva ed è affiliato alla FIGC; milita in Eccellenza Emilia-Romagna. |
| Wellington Phoenix | Nuova Zelanda    | NZF            | Si tratta di un caso-limite da menzionare. La squadra, unica professionistica neozelandese, è affiliata alla Federazione del proprio Paese ma milita nel campionato australiano, quindi tecnicamente in un'altra confederazione continentale essendo l'Australia affiliata alla confederazione asiatica laddove quella neozelandese fa parte di quella oceaniana. Per questa ragione la squadra non è abilitata né a disputare la Champions' League asiatica (in quanto proveniente da federazione oceaniana) né quella oceaniana (in quanto qualificata tramite un campionato afferente alla confederazione asiatica). |